# داريل ورلي
داريل ورلي (بالإنجليزية: Darryl Worley)‏ هو مغن مؤلف ومغني وموسيقي أمريكي، ولد في 31 أكتوبر 1964 في ممفيس في الولايات المتحدة.

## وصلات خارجية
- الموقع الرسمي
- داريل ورلي على موقع IMDb (الإنجليزية)
- داريل ورلي على موقع ميوزك برينز (الإنجليزية)
- داريل ورلي على موقع أول ميوزيك (الإنجليزية)
- داريل ورلي على موقع ديسكوغز (الإنجليزية)
- داريل ورلي على موقع قاعدة بيانات الفيلم (الإنجليزية)